# Henry Smart
Henry Thomas Smart (Londen, 25 oktober 1813 – aldaar, 6 juli 1879) was een Brits componist en organist. Hij was de zoon van Henry Smart, een muziekuitgever, dirigent en violist en een neef van Sir George Thomas Smart, een van de grootste Engelse dirigenten in zijn tijd en ook organist aan St. Georges in Windsor.

## Levensloop
Smart studeerde bij zijn vader en ging in Highgate op school. Als klein jongetje was hij al zeer geïnteresseerd in orgelbouw en orgelmuziek. Hij bezocht in zijn vrije tijd regelmatig het orgelbouw-bedrijf Robson en nam deel aan wetenschappelijke voordrachten aan de Royal Institution. Later kreeg hij een opdracht in het Indische leger te dienen, maar hij nam deze opdracht niet aan, om rechten te gaan studeren. Maar na vier jaar stopte hij met deze studie en bezon zich op zijn grote interesse voor muziek. Autodidactisch heeft hij zijn orgelspel geperfectioneerd en was al spoedig een van de bekendste organisten in Engeland. Ook als componist heeft hij zich grotendeels autodidactisch opgeleid. 
Van 1831 tot 1836 was hij  aan de Parish Church in Blackburn, Lancashire. Toen schreef hij ook zijn eerste composities, onder andere het Reformation anthem. Van 1838 tot 1839 was hij organist aan St. Philips in de Regent Street in Londen. Van 1844 tot 1864 aan St. Lukes in de Old Street en van 1865 tot 1879 aan St. Pancras Church in Londen. In 1858 ontwierp hij een orgel voor de Leeds Town Hall en in 1877 een andere aan St. Andrews Hall in Glasgow. Hij was een van vijf organisten die voor een concert tijdens de grote expositie in 1851 in Londen gevraagd werden. 
Smart publiceerde in 1856 het Chorale Book dat later als standaard zou dienen voor hymnen-harmonisatie en in 1875 The Presbyterian Hymnal. Verder publiceerde hij psalmen en Hymns for Divine Worship in 1867 en het Hymn Book van de United Presbyterian Church of Scotland. Hij was verder werkzaam als muziekcriticus voor het wekelijks tijdschrift The Atlas
Smart schreef werken voor verschillende genres, zoals cantates, kamermuziek, een opera, een oratorium, kerkmuziek en orgelmuziek.

## Composities

### Cantates, oratoria
- 1864 The Bride of Dunkerron, cantata
- 1873 Jacob, oratorium

### Kerkmuziek
- 1867 Angels, from the Realms of Glory, voor gemengd koor
- Bethany
- Burial Sentences, "I am the resurrection and the life, saith the Lord"
- For who is God but the Lord
- God is a Spirit, voor gemengd koor
- Good night, thou Glorious Sun, voor gemengd koor
- Heavenly Sion, mirror-shining, voor gemengd koor, trompet, orgel en orkest
- Magnificat and Nunc Dimittis in Bes-groot, voor gemengd koor en orgel
- O God, wherefore art thou abent, voor gemengd koor en orgel
- O God, when thou wentest forth before the people
- Psalm 65: Thou, O God, art praised in Sion, voor gemengd koor en orgel
- Psalm 89, voor gemengd koor en orgel
- Rex Gloriae, voor gemengd koor en orgel
- St. Leonard
- The Lord hath done great things, voor sopraan solo, gemengd koor en orgel
- Trisagion

### Muziektheater

#### Opera's
- 1855 Berta, or The Gnome of the Hartzberg - première: 26 mei 1855, Londen

### Hymnen
- Heathlands
- Lancashire
- Pilgrims
- Light's abode, celestial Salem - Regent Square, voor gemengd koor en orgel

### Vocale muziek
- 1879 The stars are with the voyager, voor zangstem en piano - tekst: Thomas Hood

### Werken voor orgel
- 1867 Everton, voor orgel en gemengd koor
- Allegro assai in C groot
- Allegro moderato in D-groot
- Andante no 1 in A
- Andante no 2 in F
- Andante no 3 in e-klein
- Andante grazioso in F
- Andante religioso
- Andante tranquillo in G
- Con moto
- Con moto moderato in Es-groot
- Easy prelude for mezzo-forte stops
- Easy prelude for soft stops
- Festive March
- Grand Solemn March, voor koperkwintet en orgel
- Interlude No. 1
- Interlude No. 2
- Interlude No. 3
- Interlude No. 4
- Interlude No. 6
- Introductory Voluntary
- March in G-groot
- Postlude in C
- Trio